# Selva de Mar (metrostation)
Selva de Mar is een metrostation én Trambesòsstation in het district Sant Martí in de buurt Poblenou van Barcelona. Het ligt onder carrer de Pujades tussen carrer de Provençals en carrer de Selva de Mar waar ook de enige ingang van dit station is. Dit station, dat wordt aangedaan door lijn 4, werd in 1977 geopend als verlenging van de lijn vanaf Barceloneta. Het tramstation werd in 2004 geopend samen met andere stations aan de Trambesós T4 lijn.